# Cenotafio de Wellington
El Cenotafio de Wellington (en inglés: Wellington Cenotaph) también conocido como el Monumento conmemorativo de guerra de los Ciudadanos de Wellington , es un monumento de guerra en Wellington, Nueva Zelanda. Conmemorando a los muertos de Nueva Zelanda en la Primera Guerra Mundial y la Segunda Guerra Mundial. Se dio a conocer el Día de Anzac (25 de abril) de 1931, se encuentra en la intersección de Lambton Quay y la calle Bowen, cerca a los edificios del parlamento de Nueva Zelanda. Cuenta con dos alas adornadas con esculturas en relieve y se remata con una figura de bronce a caballo. Dos leones de bronce y una serie de frisos de bronce tarde fueron añadidos en conmemoración de la Segunda Guerra Mundial. Desde 1982 ha sido Categorizado como Lugar Histórico. Es un foco de conmemoraciones del Día de Anzac en la ciudad. 